# Dynastie Malietoa

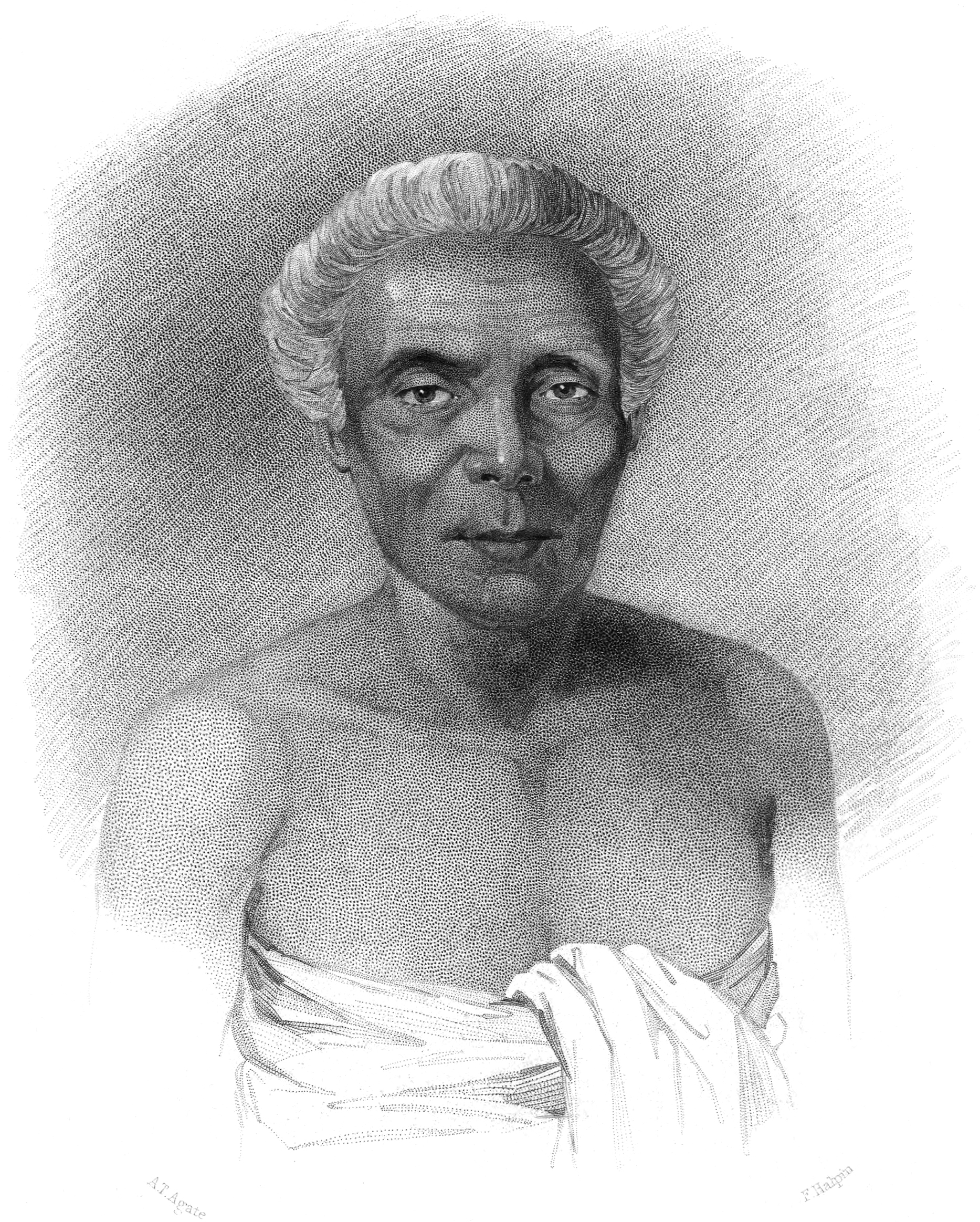
Grand chef Malietoa d'Upolu. Dessiné par Alfred Thomas Agate. Gravé par Jordan et Halpin.

La dynastie Malietoa est une famille dynastique samoane, l'une des quatre familles titulaires du titre coutumier de tama 'aiga. Son fief est l'ile de Sava'i. Malietoa est également le titre porté par les membres de la dynastie; il signifie littéralement « grand guerrier ». Ses origines remontent à la situation politique de la Polynésie occidentale au XIIIe siècle.

## Origines
Les rois tongiens de la dynastie Tu'i Tonga régnaient sur la Polynésie occidentale, y compris Uvéa, Futuna, Tuvalu, les Samoa ('Upolu, Tutuila, Savai'i), et Rotuma. Le Tu'i Tonga Talakaifaiki établit une résidence permanente à Satofu (Savai'i, Samoa), et fit de son frère, Lautivunia, le gouverneur des îles Tutuila and Aunu'u. L'histoire orale samoane dépeint Talakaifaiki comme un tyran.
Vers l'an 1250, quatre Samoans, Savea, Tuna, Fata et Ulumasui, fomentèrent, d'après la légende, une rébellion, une campagne de désobéissance civile qui aboutit à l'expulsion des Tongiens par la force des armes. 
Les Samoans épargnèrent Talakaifaiki et lui permirent de quitter les Samoa pour retourner aux Tonga. Au moment de partir, le vieux monarque aurait prononcé un bref discours, félicitant les guerriers samoans. Le discours aurait débuté par la phrase « Malie toa, malie tau » (« Braves guerriers, vous avez bien combattu »), d'où le titre de Malietoa.
Après une brève dispute, les rebelles acceptent de confier le pouvoir à Savea, qui devient le chef suprême d’'Upolu, Savai'i, Manono et Tutuila, et prend le titre de Malietoa. Il devient Malietoa Savea-ali'i (le seigneur Savea).

## Successions au titre
1. Malietoa Savea ;
2. Malietoa Uilamatutu. Réputé être un cannibale d'une grande cruauté[3]. Il épousa Lealainuanua, fille du Tu'i Tonga, maintenant ainsi des relations entre les Samoa et les Tonga ;
3. Malietoa Galoa'itofo ;
4. Malietoa Sona'ilepule ;
5. Malietoa Seali'itele ;
6. Malietoa Uilematutu ;
7. Malietoa Fetoloa'i ;
8. Malietoa 'Ula. Également réputé pour avoir été un cannibale cruel ;
9. Malietoa Lepalealai. Chef savant, connu pour son humour intelligent et son amour des énigmes complexes ;
10. Malietoa Uitualagi ;
11. Malietoa La'auli. Fils adoptif d'Uitualagi; dès lors, le titre de Malietoa n'est donc plus transmis aux descendants de Savea ;
12. Malietoa Fuaoleto'elau. Fils biologique d'Uitualagi. Il s'opposa à son frère adoptif, et instaura un gouvernement rival à Si'umu, 'Upolu. Il fut l'ancêtre de Tohu'ia Limapo, ancêtre samoane de la dynastie tongienne des Tu'i Kanokupolu[4] ;
13. Malietoa Falefatu. Fils de La'auli ;
14. Malietoa Sagagaimuli. Fils de Falefatu. Connu également sous le surnom de Malietoa Fe'ai (« le Sauvage »), il est décit dans la littérature orale comme un cannibale sanguinaire, qui préfère les champs de bataille à la cour royale ;
15. Malietoa Taulapapa ;
16. Malietoa Taia'opo. La seule femme ayant obtenu le titre de Malietoa. Son mari, Anava'o, était un chef tongien de la dynastie Tu'i Lakepa[5]. Son règne fut, d'après la légende, bienveillant et pacifique ;
17. Malietoa Tuila'epa ;
18. Malietoa To'oa Tuila'epa. Il s'agit peut-être de la même personne que Malietoa Tuila'epa ;
19. Malietoa 'Ae'o'ainu'u ;
20. Malietoa Laulauafolasa  ;
21. Malietoa Muagututi'a ;
22. Malietoa Fitisemanu I. Dut faire face à deux rivaux pour le titre: son oncle Tauasa et un homme du nom de Mano'o. à ce stade, l'autorité du Malietoa ne s'exerçait plus que sur l'est de Savai'i, le district de Tuamasaga, et une partie des districts de Atua et d'A'ana ;
23. Malietoa Vai'inupo. Né vers 1765, mort en 1841. Il unifia les titres de chefs des Samoa occidentales (Tuia'ana, Tuiatua, Gato'aitele, Tamasoali'i), et devint de facto le monarque après des décennies de guerres, d'alliances et de mariages stratégiques entre dynasties de chefs. Premier roi chrétien des Samoa, il accueillit le missionnaire John Williams de la London Missionary Society en 1830, et autorisa la christianisation de son peuple. Il signa les premiers traités de son pays avec les États-Unis[6], et établit des relations officielles avec le royaume de Manu'a ;
24. Malietoa Moli (???-1860), titulaire du titre de 1858 à 1860 ;
25. Malietoa Talavou Tonumaipe’a (???-1880), titulaire du titre de 1860 à 1880. Il est le fils aîné de Malietoa Moli ;
26. Malietoa Laupepa (1841-1898), titutlaire du titre de 1880 à 1898. Il est le second fils de Malietoa Moli ;
27. Malietoa Tanumafili I (1879-1939), titulaire du titre de 1898 à 1939 ;
28. Malietoa Tanumafili II (1913-2007), titulaire du titre de 1939 à 2007. Lorsque les Samoa deviennent indépendantes en 1962, il devient également O le Ao O le Malo (chef d'État), conjointement avec Tupua Tamasese Mea'ole de la dynastie Tamasese ;
29. Fa'amausili Papali'i Moli Malietoa, titulaire du titre depuis 2007, fils de Tanumafili II. Son accession au titre demeure controversée et disputée; les autres candidats ont saisi les tribunaux à ce sujet. La Land and Titles Court étudie la question à partir de mai 2008[7], et confirme l'octroi du titre à Fa'amausili Papali'i Moli Malietoa en décembre 2017. La cérémonie d'octroi a lieu en août 2018[8].